# Melodifestivalen 2024
La sessantaquattresima edizione del Melodifestivalen si è svolta dal 3 febbraio al 9 marzo 2024 in 6 città svedesi (Malmö, Göteborg, Växjö, Eskilstuna, Karlstad e Stoccolma) e ha decretato il rappresentante della Svezia all'Eurovision Song Contest 2024 a Malmö.
I vincitori sono stati Marcus & Martinus con Unforgettable.

## Organizzazione
A seguito della vittoria svedese all'Eurovision Song Contest 2023, l'UER ha invitato il paese, come da tradizione, ad ospitare l'evento l'anno seguente. L'emittente Sveriges Television (SVT) ha confermato la sessantaquattresima edizione del Melodifestivalen per selezionare il proprio rappresentante. Il 26 agosto 2023 l'emittente ha dato la possibilità agli aspiranti partecipanti di inviare i propri brani entro il 15 settembre dello stesso anno, con la condizione che gli aspiranti autori che fossero cittadini o residenti permanenti in Svezia.

### Scelta della sedi
Il 20 settembre 2023 SVT ha annunciato le città che ospiteranno i sei spettacoli dello show:
| Data             | Evento       | Città      | Sede           | Immagine |
| ---------------- | ------------ | ---------- | -------------- | -------- |
| 3 febbraio 2024  | Semifinale 1 | Malmö      | Malmö Arena    |          |
| 10 febbraio 2024 | Semifinale 2 | Göteborg   | Scandinavium   |          |
| 17 febbraio 2024 | Semifinale 3 | Växjö      | Vida Arena     |          |
| 24 febbraio 2024 | Semifinale 4 | Eskilstuna | Volvo CE Arena |          |
| 2 marzo 2024     | Semifinale 5 | Karlstad   | Löfbergs Arena |          |
| 9 marzo 2024     | Finale       | Stoccolma  | Friends Arena  |          |

### Format
Il 29 giugno 2023 sono state annunciate alcune modifiche riguardo allo svolgimento dell'evento. Al concorso prenderanno parte in totale 30 partecipanti (due in più rispetto alle edizioni precedenti) suddivisi in cinque semifinali. Ogni semifinale sarà composta da sei canzoni; le prime due classificate si qualificheranno direttamente per la finale, mentre le terze e le quarte classificate saranno sottoposte a una votazione di ballottaggio al termine della quinta semifinale. Le prime due canzoni classificate nella votazione di ballottaggio accederanno alla finale, che sarà composta da 12 canzoni. Il ballottaggio, che si svolgerà poco dopo la quinta semifinale, sostituirà la semifinale di ripescaggio utilizzata durante l'edizione precedente.

## Partecipanti
SVT ha selezionato i 30 partecipanti fra le 2 624 proposte ricevute. I partecipanti sono stati annunciati il 1º dicembre 2023.
| Artista            | Titolo                             | Lingua            | Compositori |
| ------------------ | ---------------------------------- | ----------------- | --- |
| Adam Woods         | Supernatural                       | Inglese           | Adams Woods, Calle Hellberg, Jonna Hall, William Segerdahl                                                                         |
| Albin Tingwall     | Done Getting Over You              | Inglese           | Jimmy "Joker" Thörnfeldt, Joy Deb, Linnea Deb                                                                                      |
| Annika Wickihalder | Light                              | Inglese           | Annika Wickihalder, Herman Gardarfve, Linnea Gawell, Patrik Jean                                                                   |
| Cazzi Opeia        | Give My Heart a Break              | Inglese           | Ellen Berg, Jimmy Jansson, Moa Carlebecker, Thomas G:son                                                                           |
| Chelsea Muco       | Controlla                          | Inglese           | Anderz Wrethov, Chelsea Muco, Elsa Carmona Oljelund, Fernand MP, Karl Flyckt, Pa Modou                                             |
| C-Joe              | Ahumma                             | Inglese           | Charles Koroma, Diana Kambugu, Michael Didriksson, Palle Hammarlund, Tony Malm, Twice Ice                                          |
| Clara Klingenström | Aldrig mer                         | Svedese           | Bobby Ljunggren, Clara Klingenström, David Lindgren Zacharias                                                                      |
| Danny Saucedo      | Happy That You Found Me            | Inglese           | Kristoffer Fogelmark, John Martin, Michel Zitron                                                                                   |
| Dear Sara          | The Silence After You              | Inglese           | Benjamin Rosenbohm, Jonas Thander, Marcus Winther-John, Sara Nutti                                                                 |
| Dotter             | It's Not Easy to Write a Love Song | Inglese           | Dino Medanhodzic, Johanna Jansson                                                                                                  |
| Elecktra           | Banne maj                          | Svedese           | Anderz Wrethov, Elin Wrethov, Jonny Werner, Robin Werner                                                                           |
| Elisa Lindström    | Forever Yours                      | Inglese           | Elisa Lindström, Erik Bernholm, Henric Axelsson, Henrik Sethsson, Thomas G:son                                                     |
| Engmans Kapell     | Norrland                           | Svedese           | Larry Forsberg, Lennart Wastesson, Sven-Inge Sjöberg                                                                               |
| Fröken Snusk       | Unga & fria                        | Svedese           | Fröken Snusk, Sara Ryan |
| Gunilla Persson    | I Won't Shake (La La Gunilla)      | Inglese           | Fredrik Andersson |
| Jacqline           | Effortless                         | Inglese           | Dino Medanhodzi, Jacqline Mossberg Mounkassa, Jimmy Jansson, Moa Carlebecker, Thomas G:son                                         |
| Jay Smith          | Back to My Roots                   | Inglese           | Jay Smith, Jonas Jurström, Jonathan Keyes, Maria Jane Smith, Victor Thell                                                          |
| Kim Cesarion       | Take My Breath Away                | Inglese           | Albin Johnsén, Christoffer Johansson, Kim Cesarion, Mattias Andréasson, William Segerdahl                                          |
| Klaudy             | För dig                            | Svedese           | William Schenberg, Åke Olofsson |
| Lasse Stefanz      | En sång om sommaren                | Svedese           | Anders Wigelius, Anderz Wrethov, Robert Norberg                                                                                    |
| Lia Larsson        | 30 km/h                            | Svedese           | Axel Schylström, Jimmy Jansson, Lia Larsson, My Söderholm, Thomas G:son                                                            |
| Liamoo             | Dragon                             | Inglese           | Anderz Wrethov, Jimmy "Joker" Thörnfeldt, Julie "Kill J" Aagaard, Liam Cacatian Thomassen                                          |
| Lisa Ajax          | Awful Liar                         | Inglese           | David Lindgren Zacharias, Sebastian Atas, Victor Crone, Victor Sjöström                                                            |
| Marcus & Martinus  | Unforgettable                      | Inglese           | Jimmy "Joker" Thörnfeldt, Joy Deb, Linnea Deb, Marcus Gunnarsen, Martinus Gunnarsen                                                |
| Marija Sur         | When I'm Gone                      | Inglese           | Anderz Wrethov, Jimmy "Joker" Thörnfeldt, Julie "Kill J" Aagaard, Marija Sur                                                       |
| Medina             | Que sera                           | Svedese, spagnolo | Ali Jammali, Anderz Wrethov, Jimmy "Joker" Thörnfeldt, Sami Rekik                                                                  |
| Melina Borglowe    | Min melodi                         | Svedese           | Andreas Mattsson, Melina Borglowe, Thomas G:son                                                                                    |
| Samir & Viktor     | Hela världen väntar                | Svedese           | David Kreuger, Fredrik Kempe, Niklas Carson Mattsson                                                                               |
| Scarlet            | Circus X                           | Inglese           | Emil Behmer, Henric Pierroff, Ian-Paolo Lira, Jessica Rachel Chertock, Scarlet, Simon Boustedt, Staffan Amberlind, Thirsty         |
| Smash Into Pieces  | Heroes Are Calling                 | Inglese           | Andreas "Giri" Lindbergh, Benjamin Jennebo, Chris Adam Hedman Sörbye, Jimmy "Joker" Thörnfeldt, Joy Deb, Linnea Deb, Per Bergquist |

## Semifinali

### Prima semifinale
La prima semifinale si è svolta il 3 febbraio 2024 presso la Malmö Arena di Malmö, e ha visto competere i primi 6 artisti.
I primi due classificati, che sono passati automaticamente alla finale, sono stati i Smash Into Pieces e Lisa Ajax, mentre sono andati al ballottaggio di ripescaggio Elisa Lindström e Adam Woods.
| # | Artista           | Titolo              | Primo round | Primo round | Secondo round | Secondo round | Secondo round |
| # | Artista           | Titolo              | Voti        | Posizione   | Voti          | Punti         | Posizione     |
| - | ----------------- | ------------------- | ----------- | ----------- | ------------- | ------------- | ------------- |
| 1 | Adam Woods        | Supernatural        | 897 010     | 3           | 479 236       | 66            | 3             |
| 2 | Samir & Viktor    | Hela världen väntar | 805 045     | 4           | 401 125       | 57            | 4             |
| 3 | Melina Borglowe   | Min melodi          | 441 839     | 6           | 169 677       | 26            | 5             |
| 4 | Elisa Lindström   | Forever Yours       | 757 042     | 5           | 342 421       | 69            | 2             |
| 5 | Lisa Ajax         | Awful Liar          | 1 146 470   | 2           | 610 447       | 86            | 1             |
| 6 | Smash Into Pieces | Heroes Are Calling  | 1 287 107   | 1           | —             | —             | —             |

### Seconda semifinale
La seconda semifinale si è svolta il 10 febbraio 2024 presso lo Scandinavium di Göteborg.
I primi due classificati, che sono passati automaticamente alla finale, sono stati Liamoo e Marija Sur, mentre sono andati al ballottaggio di ripescaggio Dear Sara e Fröken Snusk.
| # | Artista        | Titolo                | Primo round | Primo round | Secondo round | Secondo round | Secondo round |
| # | Artista        | Titolo                | Voti        | Posizione   | Voti          | Punti         | Posizione     |
| - | -------------- | --------------------- | ----------- | ----------- | ------------- | ------------- | ------------- |
| 1 | Marija Sur     | When I'm Gone         | 1 463 057   | 2           | 927 690       | 94            | 1             |
| 2 | Engmans Kapell | Norrland              | 679 574     | 6           | 281 283       | 38            | 5             |
| 3 | Dear Sara      | The Silence After You | 1 110 711   | 4           | 607 351       | 61            | 2             |
| 4 | C-Joe          | Ahumma                | 1 080 133   | 5           | 556 581       | 53            | 4             |
| 5 | Liamoo         | Dragon                | 1 677 964   | 1           | —             | —             | —             |
| 6 | Fröken Snusk   | Unga & fria           | 1 159 654   | 3           | 695 207       | 58            | 3             |

### Terza semifinale
La terza semifinale si è svolta il 17 febbraio 2024 presso la Vida Arena di Växjö.
I primi due classificati, che sono passati automaticamente alla finale, sono stati Jacqline e Cazzi Opeia, mentre sono andati al ballottaggio di ripescaggio Klaudy e Gunilla Persson.
| # | Artista            | Titolo                        | Primo round | Primo round | Secondo round | Secondo round | Secondo round |
| # | Artista            | Titolo                        | Voti        | Posizione   | Voti          | Punti         | Posizione     |
| - | ------------------ | ----------------------------- | ----------- | ----------- | ------------- | ------------- | ------------- |
| 1 | Jacqline           | Effortless                    | 1 343 304   | 1           | —             | —             | —             |
| 2 | Clara Klingenström | Aldrig mer                    | 824 631     | 5           | 381 143       | 52            | 4             |
| 3 | Kim Cesarion       | Take My Breath Away           | 884 738     | 6           | 429 362       | 45            | 5             |
| 4 | Klaudy             | För dig                       | 908 310     | 4           | 462 679       | 59            | 2             |
| 5 | Gunilla Persson    | I Won't Shake (La La Gunilla) | 1 050 416   | 3           | 565 585       | 56            | 3             |
| 6 | Cazzi Opeia        | Give My Heart a Break         | 1 300 644   | 2           | 886 306       | 92            | 1             |

### Quarta semifinale
La quarta semifinale si è svolta il 24 febbraio 2024 presso la Volvo CE Arena di Eskilstuna.
I primi due classificati, che sono passati automaticamente alla finale, sono stati Danny Saucedo e Dotter, mentre sono andati al ballottaggio di ripescaggio Albin Tingwall e le Scarlet.
| # | Artista        | Titolo                             | Primo round | Primo round | Secondo round | Secondo round | Secondo round |
| # | Artista        | Titolo                             | Voti        | Posizione   | Voti          | Punti         | Posizione     |
| - | -------------- | ---------------------------------- | ----------- | ----------- | ------------- | ------------- | ------------- |
| 1 | Albin Tingwall | Done Getting Over You              | 1 000 678   | 5           | 509 376       | 63            | 2             |
| 2 | Lia Larsson    | 30 km/h                            | 1 049 671   | 3           | 547 654       | 49            | 4             |
| 3 | Dotter         | It's Not Easy to Write a Love Song | 1 258 479   | 2           | 677 671       | 84            | 1             |
| 4 | Scarlet        | Circus X                           | 1 014 301   | 4           | 559 235       | 60            | 3             |
| 5 | Lasse Stefanz  | En sång om sommaren                | 789 340     | 6           | 334 002       | 48            | 5             |
| 6 | Danny Saucedo  | Happy That You Found Me            | 1 403 133   | 1           | —             | —             | —             |

### Quinta semifinale
La quinta semifinale, si è svolta il 2 marzo 2024 presso la Löfbergs Arena di Karlstad.
I primi due classificati, che sono passati automaticamente alla finale, sono stati Marcus & Martinus e i Medina, mentre sono andati al ballottaggio di ripescaggio Annika Wickihalder e Jay Smith.
| # | Artista            | Titolo           | Primo round | Primo round | Secondo round | Secondo round | Secondo round |
| # | Artista            | Titolo           | Voti        | Posizione   | Voti          | Punti         | Posizione     |
| - | ------------------ | ---------------- | ----------- | ----------- | ------------- | ------------- | ------------- |
| 1 | Marcus & Martinus  | Unforgettable    | 1 759 673   | 1           | —             | —             | —             |
| 2 | Chelsea Muco       | Controlla        | 1 009 857   | 5           | 459 399       | 42            | 4             |
| 3 | Jay Smith          | Back to My Roots | 1 171 788   | 3           | 624 639       | 73            | 3             |
| 4 | Elecktra           | Banne maj        | 803 892     | 6           | 399 506       | 28            | 5             |
| 5 | Annika Wickihalder | Light            | 1 144 413   | 4           | 665 667       | 79            | 2             |
| 6 | Medina             | Que sera         | 1 392 450   | 2           | 853 794       | 82            | 1             |

#### Ballottaggio
Poco dopo lo svolgimento della quinta semifinale, si è svolto il ballottaggio, che ha di fatto sostituito la semifinale di ripescaggio dell'edizione precedente, pur mantenendo la medesima funzione.
Come nell'edizione precedente, in questa fase i dieci artisti hanno gareggiato in un unico gruppo, ove le due canzoni più votate hanno avuto accesso alla finale. A differenza delle semifinali per questa votazione non è stato utilizzato il sistema delle fasce d'età, ma i risultati sono stati sommati ai voti ottenuti durante le rispettive semifinali per determinare il risultato della qualificazione finale. In caso di pareggio, è stato favorito il brano che ha ricevuto il maggior numero di voti durante il ballottaggio.
Ad accedere alla finale sono stati Annika Wickihalder e Jay Smith.
| #  | Artista            | Titolo                        | Semifinale | Semifinale | Ballottaggio | Ballottaggio | Totale | Posizione |
| #  | Artista            | Titolo                        | Voti       | Punti      | Voti         | Punti        | Totale | Posizione |
| -- | ------------------ | ----------------------------- | ---------- | ---------- | ------------ | ------------ | ------ | --------- |
| 11 | Elisa Lindstrom    | Forever Yours                 | 1 099 463  | 84         | 381 269      | 58           | 142    | 10        |
| 12 | Adam Woods         | Supernatural                  | 1 376 246  | 106        | 545 665      | 83           | 189    | 6         |
| 13 | Dear Sara          | The Silence After You         | 1 718 062  | 103        | 435 793      | 66           | 169    | 8         |
| 14 | Fröken Snusk       | Unga & fria                   | 1 854 861  | 111        | 809 748      | 124          | 235    | 3         |
| 15 | Klaudy             | För dig                       | 1 370 989  | 86         | 508 044      | 78           | 164    | 9         |
| 16 | Gunilla Persson    | I Won't Shake (La La Gunilla) | 1 616 001  | 101        | 741 004      | 113          | 214    | 5         |
| 17 | Albin Tingwall     | Done Getting Over You         | 1 510 054  | 96         | 581 259      | 89           | 185    | 7         |
| 18 | Scarlet            | Circus X                      | 1 573 536  | 100        | 796 229      | 122          | 222    | 4         |
| 19 | Annika Wickihalder | Light                         | 1 810 080  | 107        | 906 864      | 138          | 245    | 1         |
| 20 | Jay Smith          | Back to My Roots              | 1 796 427  | 106        | 845 182      | 129          | 235    | 2         |

## Finale
La finale è svolta il 9 marzo 2024 presso la Friends Arena di Stoccolma. L'ordine di uscita è stato reso noto il 3 marzo 2024.
Marcus & Martinus sono stati proclamati vincitori trionfando sia nel televoto che nel voto della giuria con un grande distacco rispetto ai Medina, secondi classificati.
| #  | Artista            | Titolo                             | Punteggio | Punteggio | Punteggio | Posizione |
| #  | Artista            | Titolo                             | Giuria    | Televoto  | Totale    | Posizione |
| -- | ------------------ | ---------------------------------- | --------- | --------- | --------- | --------- |
| 1  | Marija Sur         | When I'm Gone                      | 37        | 35        | 72        | 7         |
| 2  | Jay Smith          | Back to My Roots                   | 20        | 26        | 46        | 10        |
| 3  | Lisa Ajax          | Awful Liar                         | 26        | 11        | 37        | 11        |
| 4  | Smash Into Pieces  | Heroes Are Calling                 | 31        | 59        | 90        | 3         |
| 5  | Cazzi Opeia        | Give My Heart a Break              | 46        | 41        | 87        | 4         |
| 6  | Annika Wickihalder | Light                              | 38        | 25        | 63        | 8         |
| 7  | Marcus & Martinus  | Unforgettable                      | 85        | 92        | 177       | 1         |
| 8  | Dotter             | It's Not Easy to Write a Love Song | 26        | 8         | 34        | 12        |
| 9  | Medina             | Que sera                           | 43        | 61        | 104       | 2         |
| 10 | Liamoo             | Dragon                             | 38        | 45        | 83        | 5         |
| 11 | Jacqline           | Effortless                         | 40        | 21        | 61        | 9         |
| 12 | Danny Saucedo      | Happy That You Found Me            | 34        | 40        | 74        | 6         |

| Brano                              | BEL | IRL | MLT | SRB | ISL | AUS | CYP | DEU | Totale |
| ---------------------------------- | --- | --- | --- | --- | --- | --- | --- | --- | ------ |
| When I'm Gone                      | 4   | 1   | 4   | 8   | 10  |     | 7   | 3   | 37     |
| Back to My Roots                   | 5   | 8   |     | 4   |     | 1   | 1   | 1   | 20     |
| Awful Liar                         | 2   |     |     | 6   | 3   | 4   | 3   | 8   | 26     |
| Heroes Are Calling                 | 6   | 7   | 5   | 2   | 1   |     | 5   | 5   | 31     |
| Give My Heart a Break              | 12  | 3   | 6   | 7   | 7   | 7   | 6   | 4   | 46     |
| Light                              |     | 4   | 10  | 10  |     | 6   | 8   |     | 38     |
| Unforgettable                      | 8   | 5   | 12  | 12  | 12  | 12  | 12  | 12  | 85     |
| It's Not Easy to Write a Love Song | 3   | 2   | 2   |     | 8   | 3   | 6   | 2   | 26     |
| Que sera                           | 10  | 12  | 8   | 5   | 4   | 2   | 2   |     | 43     |
| Dragon                             | 1   | 6   | 7   | 3   | 2   | 5   | 4   | 10  | 38     |
| Effortless                         | 7   |     | 1   |     | 6   | 10  | 10  | 6   | 40     |
| Happy That You Found Me            |     | 10  | 3   | 1   | 5   | 8   |     | 7   | 34     |

## Ascolti
| Puntata    | Messa in onda    | Telespettatori | Share  | Note   |
| ---------- | ---------------- | -------------- | ------ | ------ |
| Semifinali | 3 febbraio 2024  | 2 771 000      | 76,70% | [ 13 ] |
| Semifinali | 10 febbraio 2024 | 2 838 000      | 80,40% | [ 13 ] |
| Semifinali | 17 febbraio 2024 | 2 751 000      | 73,80% | [ 13 ] |
| Semifinali | 24 febbraio 2024 | 2 753 000      | 79,40% | [ 13 ] |
| Semifinali | 2 marzo 2024     | 2 627 000      | 76,10% | [ 13 ] |
| Finale     | 9 marzo 2024     | 2 841 000      | 72,20% | [ 13 ] |
| Media      | Media            | 2 764 000      | 76,40% | [ 13 ] |